# Kyperská libra

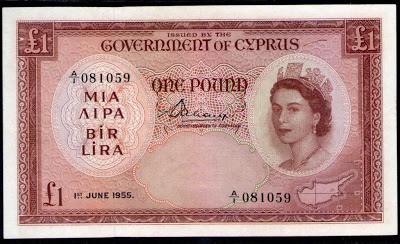
Bankovka o hodnotě jedné kyperské libry z roku 1955 (s portrétem britské královny Alžběty II., která byla korunováno dva roky před vydáním této bankovky).

Kyperská libra byla zákonným platidlem středozemního ostrovního státu Kypr. Kyperskou libru používaly i britské Suverénní vojenské základny Akrotiri a Dekelia. Severní část ostrova, kde se nachází separatistický stát Severní Kypr, který mezinárodně uznává pouze Turecko, používá jako platidlo tureckou liru. Jedna setina libry se nazývala cent. ISO 4217 kód kyperské libry byl CYP.

Kypr byl po dlouhou dobu kolonií Spojeného království, proto kyperská měna dostala při svém zavedení v roce 1879 název odvozený od britské libry šterlinků.

## Libra a euro
Kypr vstoupil 1. května 2004 do Evropské unie. Jedním z závazků vyplývajících z přistoupení k EU je, že vstupující stát, až splní všechny podmínky, zavede místo své národní měny společnou evropskou měnu euro.
- ERM II – Kyprerská libra byla od 2. května 2005 součástí ERM II, což je předstupeň pro zavedení eura. Pevný směnný kurs mezi librou a eurem byl stanoven na 0.585274 CYP = 1 EUR. Tento kurs se směl pohybovat v rozmezí ±15%.
- Schvalovací procesy – Všechny kompetentní instituce a úřady musely vydat souhlas se zavedením eura na Kypru.
  - 13. únor 2007 podal Kypr oficiální přihlášku do eurozóny
  - 16. května 2007 s přijetím Kypru do eurozóny souhlasila Evropská komise
  - 20. června 2007 oznámil souhlas s rozšířením eurozóny Evropský parlament
  - 10. července 2007 přijetí schválili ministři financí EU a zároveň stanovili konverzní poměr 1 EUR = 0,585274 CYP
- Euro v oběhu – Od 1. ledna 2008 je na Kypru zavedeno jako nová národní měna euro. Měsíc leden roku 2008 byl přechodným obdobím, kdy se dalo librou platit v podobě hotovosti. Na platbu provedenou v librách se ale plátci vracelo v eurových mincích či bankovkách. Od února 2008 již nelze libru používat. Také britské vojenské základny začaly jednostranně používat euro bez dohody s EU. Kyperské euromince mají tři různé motivy. Na mincích nejnižší hodnoty je vyobrazen muflon, na mincích střední hodnoty kyperská starověká loď a mince nejvyšších hodnot nesou vyobrazení prehistorické sošky.
- Výměna libry za euro – Kyperská centrální banka bude bezplatně vyměňovat libru za eura.
  - Vyměnit mince libry za hotovost v eurech bylo možné dva roky po zavedení eura – do 31. prosince 2009.
  - Bankovky libry byly vyměnitelné u Kyperské centrální banky do 31. prosince 2017 – 10 let od zavedení eura.

## Mince a bankovky
- Mince kyperské libry měly nominální hodnoty 1, 2, 5, 10, 20 a 50 centů.
- Bankovky byly tištěny v hodnotách 1, 5, 10 a 20 liber.